# Ersatzinvestition
Unter Ersatzinvestition (auch Ersatzbeschaffung, Reinvestition) ist in der Betriebswirtschaftslehre eine Investition im Sachanlagevermögen zu verstehen, die dem Ersatz abgenutzter oder funktionsuntüchtiger Vermögensgegenstände dient.

## Allgemeines
Sachinvestitionen lassen sich nach ihrem Zweck in Gründungs-, Erweiterungs-, Rationalisierungs- oder Ersatzinvestition einteilen. Von diesen Investitionszwecken ist die Ersatzinvestition neben der Rationalisierungsinvestition die risikoloseste, weil beide die Betriebsgröße nicht verändern und mehr oder weniger unausweichlich sind. Außerdem ist mit ihnen keine Erhöhung der Kapitalbindung verbunden. Wird in technisch identische Ersatzgüter investiert, ist hiermit keine Kapazitätserweiterung verbunden. Im strengen Sinne liegt eine Ersatzinvestition deshalb nur dann vor, wenn die quantitativen und qualitativen Eigenschaften eines ausgetauschten Investitionsobjektes im Vergleich zum vorherigen unverändert bleiben. Nimmt jedoch ein Unternehmen den Ausfall eines Investitionsobjektes zum Anlass, quantitativ und/oder qualitativ besseren Ersatz zu beschaffen, liegt auch eine Erweiterungsinvestition vor.  

## Arten
Ersatzinvestitionen fallen im Regelfall durch den plötzlichen Verschleiß genutzter Anlagen an. Sie können betrieblich zu nutzende Grundstücke, grundstücksgleiche Rechte, Gebäude, technische Anlagen und Maschinen, Apparate oder Betriebs- und Geschäftsausstattung betreffen. Nicht abnutzbares Anlagevermögen wie Grundstücke unterliegt zwar keinem Verschleiß, doch kann ihr Austausch aus anderen Gründen erforderlich werden (Abbau einer Lagerstätte, Kontaminierung). Ihr Erwerb verursacht Anschaffungskosten, die als Investitionskosten in die Anlagenbuchhaltung einfließen. Diesen Investitionskosten stehen Erlöse aus dem Verkauf oder der Verschrottung der ausscheidenden Investitionsobjekte gegenüber.

## Gründe
Ersatzinvestitionen sind notwendig, um einen reibungslosen Produktionsprozess zu gewährleisten und Betriebsstörungen bis hin zur Betriebsunterbrechung zu vermeiden, die wegen technisch mangelhafter Anlagen auftreten könnten. Das der Ersatzinvestition zugrunde liegende nahende Nutzungsende einer Anlage durch fortgeschrittene Lebensdauer kann technisch oder wirtschaftlich bedingt sein:
- technische Gründe: das Investitionsobjekt ist physisch nicht mehr brauchbar (z. B. Motorschaden),
- wirtschaftliche Gründe: zwar ist eine technische Nutzbarkeit weiterhin gegeben, doch aus wirtschaftlichen Gründen nicht mehr zu vertreten (z. B. steigender Ausschuss, erhöhte Reparaturanfälligkeit).

## Wirkungen
Wichtige Apparaturen, deren Ausfall zu erheblichen Betriebsstörungen führen könnte, befinden sich in Unternehmen im Rahmen der Redundanz auf Lager, um durch sofortige Installation eingesetzt werden zu können (z. B. Triebwerke bei Fluggesellschaften). Dadurch können lange, produktionshindernde Lieferfristen bei Lieferanten verhindert werden. Die  Ersatzinvestition führt zu Anschaffungskosten, die die Gewinn- und Verlustrechnung belasten und in der Bilanz zu einer Bilanzverlängerung, weil das neue Investitionsobjekt mit seinen Anschaffungskosten, das alte lediglich mit seinem niedrigeren Restwert aktiviert ist. Wird eine identische Maschine mit verbesserter Technologie als Ersatz erworben, bleibt die Kapazität konstant, die Produktionskosten pro Stück sinken (kürzere Durchlaufzeiten, geringerer Material- und Energieverbrauch). Eine Ersatzinvestition kann deshalb zugleich auch Rationalisierungsinvestition sein, auch mit Erweiterungsinvestitionen können Rationalisierungseffekte verbunden sein.